# Sint-Mariakerk (Leeuwarden)
De Sint-Mariakerk was een van de drie middeleeuwse parochiekerken in de Nederlandse stad Leeuwarden (de andere twee waren de Sint-Vituskerk van Oldehove en de Sint-Catharinakerk van Hoek).

## Geschiedenis
Het eerste bedehuis (9e eeuw) was van hout en met riet gedekt. Bij de uitbreiding van de parochie in de 12e eeuw werd de Sint-Mariakerk op Nijehove als kruiskerk van steen gebouwd. De parochiekerk werd in 1580 buiten dienst gesteld. De fraaie preekstoel werd overgebracht naar de Galileërkerk. Het gebouw kreeg daarna de functie van hospitaal. Vanaf 1619 gebruikte Hans Falck het kerkgebouw voor de geschut- en klokkengieterij. Nadat het bouwvallig was geworden werd het gebouw in 1765 afgebroken. De kerk stond ten zuidwesten van de de Grote of Jacobijnerkerk en ten zuidoosten van het Nieuwe Stadsweeshuis.